# Bel kamen
Bel kamen (bulgariska: Бел камен) är ett distrikt i Bulgarien.   Det ligger i kommunen Obsjtina Jakoruda och regionen Blagoevgrad, i den sydvästra delen av landet, 120 kilometer söder om huvudstaden Sofia.
Trakten runt Bel kamen består till största delen av jordbruksmark. Runt Bel kamen är det ganska tätbefolkat, med 80 invånare per kvadratkilometer.